# 급성 골수성 백혈병
급성 골수성 백혈병(急性骨髓性白血病, 영어: acute myeloid leukemia, AML)은 정상적인 백혈구의 생산을 방해하는 비정상적인 세포가 적색골수에서 생성, 축적되는 혈액암이다. 주로 성인에게 발병하며, 나이가 많을수록 발병률이 증가한다. 그러나 AML은 미국 내 암으로 인한 전체 사망률 중 1.2%만을 차지할 정도로 희귀한 질병이다.
AML의 증상은 정상 골수가 백혈병 세포로 가득 차면서 혈구(적혈구, 혈소판, 정상 백혈구)의 수가 급감함으로써 나타난다. 주 증상은 피로감, 가쁜 호흡, 쉽게 멍이나 출혈이 일어나며 감염이 빈번하게 일어나는 것 등이다. AML의 원인으로 추정되는 여러 가지 것들이 확인되었지만 확실한 AML의 원인은 밝혀지지 않았다. 급성 백혈병으로서 AML은 병의 발전이 신속하기 때문에 치료하지 않고 몇 주~몇 달을 방치하면 치명적이다.
급성 골수성 백혈병은 여러 아종(subtypes)이 있다; 치료와 예후는 아종에 따라 다양하다. 5년 생존률은 15–70%로, 그리고 재발율은 33–78%로 다양하다. 초기단계의 급성 골수성 백혈병은 화학요법을 통해 관해(寬解,remission)(완화)를 이끄는 것을 목표로 한다; 환자들은 그 후 추가적인 화학요법이나 조혈모세포이식을 받게 된다. 유전학에 있어서 최근의 연구는 각 환자에게 어떠한 약이 잘 맞는지와 환자가 얼마나 생존할 수 있는지에 관한 결과가 나왔다.

## 역사

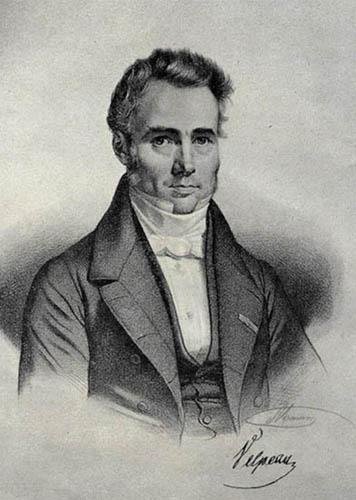
Alfred Velpeau

백혈병에 관해서 처음으로 발표된것은 1827년이었다. 프랑스 외과의 Alfred-Armand-Louis-Marie Velpeau는 63세의 원예가가 열, 허약, 요석, 그리고 간과 비장의 비대한것을 기술했다. Velpeau는 이 환자의 혈액은 "귀리죽"과 같고, 이것이 백혈구 때문이 아닌가 추측했다. 1845년 비장의 비대로 죽은 환자들이 그들의 혈액의 색이 모두 같았음이 J.H. Bennett에 의해 보고되었다. 그는 이 병리학적 상태를 "leucocythemia"을 사용하여 표현하였다.
"백혈병"이라는 용어는 1856년 저명한 독일의 병리학자 Rudolf Virchow가 만들었다. 병리학에 광학현미경을 사용한 선구자로서, Virchow는 Velpeau와 Bennett이 서술한 환자들에서 백혈구의 비정상적으로 많은 숫자를 처음으로 서술하였다. 병의 확실하지 않은 원인으로 Virchow는 "백혈병, leukemia"(그리스어로 하얀혈액)이라는 용어를 사용했다.
급성 골수성 백혈병의 더 진보된 이해는 기술의 성장으로 급격하게 증가되었다. 1877년, Paul Ehrlich는 혈액필름을 염색하는 기술을 개발했다. 이것이 정상인 백혈구와 비정상적인 백혈구를 구별하게 해주었다. Wilhelm Ebstein은 빠르게 성장하고 치명적인 백혈병과 천천히 자라서 만성적이 되는 백혈병을 구별하기 위해 "급성 백혈병"이라는 용어를 1889년에 소개하였다. "골수성, myeloid"이라는 용어는 Franz Ernst Christian Neumann이 1869년 제안했다. 그는 또한 백혈구가 골수에서 만들어졌다는 것을 알게 된 최초의 사람이다.(그리스어로 µυєλός는 myelos = (bone) marrow 골수이다.) 골수를 진단하는 기술은 1879년 Mosler에 의해 진단되었다. 마침내, 1900년도에 급성 골수성 백혈병의 악성세포인 골수아세포(myeloblast)가 Otto Naegeli에 의해 기술되었다. 그는 백혈병을 골수성(myeloid)과 림프구성(lymphocytic)으로 나누었다.
2008년에, 급성 골수성 백혈병은 암의 게놈으로는 처음으로 완전히 DNA서열이 분석되었다. 백혈병세포로부터 추출된 DNA는 영향이 없는 피부세포와 비교되었다.

## 분류
두 가지 가장 일반적으로 급성 골수성 백혈병을 분류하는 방법은 더 오래된 French-American-British(FAB)체계와 더 새로운 세계보건기구의 체계가 있다.

### 세계보건기구(WHO)
세계보건기구(WHO)는 급성 골수성 백혈병을 FAB체계보다 더욱 임상적으로 유용하고 진단에 있어서도 더욱 의미 있게 하기 위해 분류하려 하였다. WHO의 분류 범주는 혈액병리학자와 종양학자들에게 흥미있는 소분류로 나누어졌다. 대부분의 임상적으로 중요한 정보들은 아래에 나열되어있다.
WHO의 급성 골수성 백혈병의 하위분류는 다음과 같다.
| 이름                                           | 설명 | ICD-O   |
| ---------------------------------------------- | --- | ------- |
| 유전적으로 비정상적인 급성 골수성 백혈병       | - 8번 염색체와 21번 염색체[t(8;21)] (ICD-O 9896/3)의 전좌; RUNX1/RUNX1T1 - 16번 염색체[inv(16)93]; (ICD-O 9871/3)의 역위 CBFB/MYH11 - 15번 염색체와 17번염색체[t(15;17)] (ICD-O 9866/3)의 전좌 RARA;PML 이 분류에 있는 급성 골수성 백혈병 환자들은 일반적으로 높은 차도율을 보인다. | 복합    |
| 다계통의 형성이상을 가진 급성 골수성 백혈병    | 이 분류의 환자들은 급성 골수성 백혈병으로 전환이 되는 골수이형성증(myelodysplastic syndrome,MDS) 또는 골수증식성질환(myeloproliferative disease,MPD)을 가지고 있다. 이 분류의 급성 골수성 백혈병은 나이 든 사람에게서 자주 나타나며 좋지 않은 예후를 보인다.                        | M9895/3 |
| 급성 골수성 백혈병과 골수이형성증, 치료와 관련 | 이 분류의 환자들은 화학요법 과/또는 방사선치료를 받고 급성 골수성 백혈병이나 골수이형성증으로 발전한 사람들을 포함한다. 이 백혈병들은 특정한 염색체의 비정상을 보이며 나쁜 예후를 동반한다.                                                                                         | M9920/3 |
| 분류가 되지 않는 급성 골수성 백혈병            | 위의 분류에 속하지 않는 급성 골수성 백혈병을 포함한다. | M9861/3 |

불확실한 계통의 급성 백혈병은 골수성 또는 림프성세포로 분류되지 않는 백혈구 이거나, 두 가지 분류의 세포들이 동시에 존재할 때 발생한다.